# 영일 동맹
영일 동맹(영어: Anglo-Japanese Alliance 앵글로-재퍼니즈 얼라이언스[*], 일본어: 日英同盟 니치에이도메이[*])은 1902년 1월 30일 러시아 제국의 남하에 대비하여 이해를 함께하던 그레이트브리튼 아일랜드 연합왕국(영국)과 일본 제국 양국이 체결한 군사 동맹이다.
1902년 1월 30일 영국 런던에 있는 랜즈다운 후작 저택(Lansdowne House)에서 헨리 페티피츠모리스 영국 외무장관과 하야시 다다스 영국 주재 일본 공사가 조인하면서 제1차 영일 동맹이 형성되었다. 1905년 8월 12일을 기해 개정·조인된 조약에 따라 제2차 영일 동맹이 형성되었으며 다시 1911년 7월 13일을 기해 개정·조인된 조약에 따라 제3차 영일 동맹이 형성되었다.

## 조약 내용
6개 조로 구성된 영일 동맹 협약에는 일본은 중국과 조선, 영국은 중국에서의 이익을 서로 인정하였다. 또한, 한쪽이 다른 나라와 교전할 때에는 동맹국은 엄정중립을 지키며, 한쪽이 2개국 이상과 교전할 때에는 동맹국이 협동 전투에 임한다(방수 동맹)는 등의 내용을 체결하였다.
이 동맹은 기한이 5년으로 양국의 제국주의 정책을 상호 지원·보완하는 내용으로 성립되었기 때문에 러·일전쟁으로 발전하는 과정에서 중요한 역할을 하였다. 독일 문제로 영국과 우호 관계를 유지하기 위해 노력하던 프랑스까지 일본의 일이라면 중립을 지키게 되었다. 청일 전쟁에서 일본의 승리 후 랴오둥반도 할양 문제를 놓고 프랑스, 러시아, 독일이 청나라의 편을 들어 일본에 무력시위까지 감행했던 것(이른바 삼국간섭)을 참작하면 엄청난 반전이었다.
1905년 8월 12일 양국은 협약을 개정하였는데, 일본의 조선 보호권을 확인하고, 동맹 적용 범위를 인도까지 확대하였다. 또한, 동맹국이 한쪽의 다른 1국과 전쟁을 하는 경우도 동맹국이 참전하기로 하였다(공수 동맹). 2차 조약 조인 후 제2차 한일협약이 같은 해 11월 17일에 체결된 것에 주목해야 한다. 기한은 10년 동안이었으나, 1911년 7월 13일 다시 개정되어 다시 10년 동안 연장하였으며, 미국은 적용 대상에서 제외하였다. 일본은 미국과 이미 가쓰라-태프트 밀약을 통해 자신의 이익을 보장받고 있었다.
또 국제 상황의 변화로 대러시아 동맹에서 대독일 동맹으로 전환하였다. 제1차 세계 대전이 일어났을 때 일본은 이 조약을 구실로 영국과 함께 연합국 진영에 참전하였다. 제1차 세계 대전 종전 이후인 1921년 워싱턴 회의에서 일본, 미국, 영국, 프랑스 4개국이 체결한 조약이 성립되면서 폐기되었으며 1923년 8월 17일 영일 동맹은 공식 폐기되었다.

## 같이 보기
- 군사동맹
- 군사동맹 목록
- 영국-독일 해군력 경쟁
- 열강 8국
- 을사조약
- 영일 관계
- 제1차 세계 대전 기간 일본
- 다카히라-루트 협정
- 문호개방정책
- 포츠머스 조약

## 참고 자료
- Anglo-Japanese Alliance - London School of Economics STICERD Discussion paper (2002)
- Studies in the Anglo-Japanese Alliance (1902-23) - LSE STICERD Discussion paper (2003)